# 根岸右司
根岸 右司（ねぎし ゆうじ、1938年3月20日 - 2021年5月26日）は、埼玉県出身の洋画家。日展副理事長。「雪の画家」と呼ばれる。

## 略歴
埼玉県に生まれる。1960年、光風会展初出品・入選。1961年、新日展初出品・入選、埼玉大学教育学部美術科卒業、渡辺武夫に師事する。1964年、光風会展50回記念賞。
1969年、光風会会員。1978年、光風会展会員賞。1983年、光風会展寺内萬治郎賞。1987年、日展特選「鉱山寥乎」、埼玉県立浦和高等学校において教鞭をとる。1990年、光風会展寺内萬治郎賞。1992年、光風会展つばき賞、日展特選「雪の選炭工場」、現代美術選抜展（文化庁）。1993年、画家の旅から 美しき東日本展（東京ステーションギャラリー）。
1995年、光風会展辻永記念賞「空知雪天」、全国高等学校文化連盟美術・工芸専門部会長。1996年、日展審査員。1997年、日展会員、埼玉県立浦和高等学校を退職。
2000年、日本橋三越において個展。2002年、日展審査員。2007年、日展審査員、光風会埼玉の仲間たち展。2008年、日展評議員、光風会理事。2009年、日本橋三越において個展。2015年、改組新第2回日展 内閣総理大臣賞「北海の岬」。2016年、日展理事。
2017年、改組新第3回日展 日本芸術院賞「古潭風声」。2017年、日本芸術院会員となる。2017年、さいたま市文化賞。2018年、埼玉大学フェロー。2019年、紺綬褒章。2020年、日展副理事長。2021年、正五位旭日中綬章（没後追贈）